# 南怀义

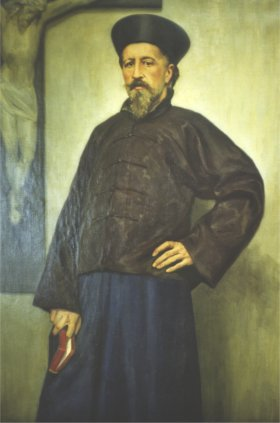
南怀义

南怀义（荷蘭語：Théophile Verbist，1823年6月12日—1868年2月23日），原名泰奧菲勒·韋爾比斯特，又稱小南怀仁，比利时安特衛普人，1862年在布鲁塞尔郊外的斯赫特创办了天主教外方传教会圣母圣心会（拉丁语简称C.I.C.M.）。1865年亲自率首批该会的韩默理等4名热切献身于传教使命的传教士到达内蒙古，从遣使会手中接管了蒙古代牧区。他们以长城外侧的西湾子村（后来发展成河北省崇礼县城）为基地，开始了在中國的宣教过程。1868年2月23日，南怀义在前往老虎沟的途中感染斑疹伤寒蒙主寵召。

## 身后
南懷義的寵召，使聖母聖心會的傳教工作一度陷入困難，但他所帶來的其他傳教士，繼續地在內蒙古進行宣教工作，規模也逐步擴大。此后陆续在塞外开辟了7个教区：西湾子教区、绥远教区、热河教区、宁夏教区（包括后来陕北的三边地带）、大同教区、集宁教区和赤峰教区。甘肃和新疆也曾是他们的传教区，后来让给了圣言会。
由于南怀义和许多年轻的传教士均因感染流行于蒙古地区的斑疹伤寒去世，也促成了针对此疾病疫苗的问世，拯救了许多年轻的生命。